# Antonín Kinský
Antonín Kinský (Praga, Checoslovaquia, 31 de mayo de 1975) es un exfutbolista checo, se desempeñaba como guardameta y su último equipo fue el FC Saturn Moskovskaya Oblast, club que abandonó tras su desaparición.

## Clubes
| Club                         | País            | Año         | Partidos | Goles |
| FK Marila Příbram            | República Checa | 1995 - 1996 | 30       | 0     |
| Dukla Praga                  | República Checa | 1996 - 1998 | 42       | 0     |
| FC Slovan Liberec            | República Checa | 1998 - 2003 | 115      | 0     |
| FC Saturn Moskovskaya Oblast | Rusia           | 2004 - 2010 | 182      | 0     |